# Sharky i George
Sharky i George (fr. Sharky et Georges, ang. Sharky & George, 1988-1992) – francusko-kanadyjski serial animowany stworzony przez Michaela Haillarda, Patricka Regnarda i Tony'ego Scotta. Wyprodukowany przez CinéGroupe (producenta takich seriali animowanych jak Latające misie i Banda Owidiusza) oraz Label 35.
W Polsce serial nadawany był dawniej na kanale TVP1 i TVP3 pod tytułem Szarcio i Teodorsz.

## Wersja polska

### Wersja VHS
Wersja z angielskim dubbingiem i polskim lektorem – Lucjanem Szołajskim.

## Opis fabuły
Serial przedstawia losy dwóch bohaterów – Sharky'ego i George'a, którzy mieszkają w podwodnym mieście Seacago i przeżywają niesamowite przygody.

## Obsada (głosy)
- A.J. Henderson – Sharky
- Paul Hawkins – George